# Filarmonica di Vienna (moneta)
La moneta della Filarmonica di Vienna è una moneta da investimento in oro, in argento o in platino emessa dalla zecca austriaca (Münze Österreich AG). Prende il nome dall'orchestra Filarmonica di Vienna (Wiener Philharmoniker), che ispira il design di entrambi i lati delle monete. La prima versione, la moneta in oro da una oncia troy (ozt), è stata introdotta nel 1989 con un valore nominale di 2.000 scellini austriaci (ATS) ed è generalmente una delle migliori monete da investimento vendute nel mondo. Nel 2002, con l'adozione dell'euro, il valore nominale della moneta da un'oncia è stato cambiato in 100 euro. Nel 2008 la Zecca ha introdotto una versione in argento sempre da un'oncia troy con un valore nominale di 1,50 euro. Anche la moneta in argento è risultata una delle monete da investimento più vendute al mondo classificandosi al terzo posto nel 2013. Nel 2016 viene introdotta la versione in platino con peso di un'oncia troy e con valore nominale di 100 euro.
Come ogni moneta in oro, il valore si basa principalmente sul contenuto di metallo e sul prezzo che questo ha sui mercati delle materie prime. La moneta della Filarmonica, sia in oro che in argento, ha una finezza di 999,9/1000 (spesso scritto 0.9999, conosciuta anche come 24 carati o purezza al 99,99%) mentre quella in platino ha una finezza di 999,5/1000 (spesso scritto 0.9995 o purezza al 99,95%). Nella maggior parte dei paesi europei la moneta in oro è venduta senza IVA mentre quella in argento è soggetta ad una aliquota IVA ridotta. Le monete sono coniate in base alla domanda e la produzione quindi varia di conseguenza di anno in anno. Una caratteristica è che disegno sulla moneta rimane sempre lo stesso, ad eccezione dell'anno di emissione. Fin dall'inizio il dritto della moneta raffigura l'organo a canne nella Sala d'Oro del Musikverein di Vienna mentre il rovescio della moneta mostra strumenti della Filarmonica di Vienna, tra cui il corno viennese, il fagotto, l'arpa e quattro violini disposti intorno ad un violoncello. Entrambi i disegni sono stati prodotti dall'incisore capo della zecca austriaca, Thomas Pesendorfer.

## Storia
La moneta della Filarmonica di Vienna è stata lanciata sul mercato il 10 ottobre 1989. Inizialmente è stata coniata in soli due formati: la prima da un'oncia troy e l'altra da un quarto d'oncia. A questi primi due formati si sono aggiunti la moneta da un decimo di oncia nel 1991 e nel 1994 quella da mezza oncia. Tutte le monete presentano lo stesso design con l'unica differenza del valore facciale. Nel 2014, una moneta da un venticinquesimo di oncia è stata aggiunta con valore nominale di € 4,00. La popolarità della moneta della Filarmonica di Vienna è cresciuta rapidamente: nel 1990 è stata la moneta più venduta in Europa e seconda nel mondo. Nel 1992, 1995, 1996 e 2000, il World Gold Council ha dichiarato questa la moneta d'oro da investimento più venduta al mondo. Dalla sua introduzione nell'ottobre 1989 e fino al 2012, più di 14 milioni di pezzi sono stati venduti per un peso totale di 9,6 milioni di once, circa 329 tonnellate di oro.
Dal 1 febbraio 2008, si aggiunge una versione della moneta in argento da un'oncia troy del valore nominale di 1,50 euro con una purezza del 99,9%. Questa versione della moneta presenta il bordo liscio a differenza del bordo zigrinato della moneta in oro. 
Le monete vengono spedite in scatole da 500 pezzi. Ogni scatola è composta da 25 tubi da 20 monete ciascuno. Il numero delle monete in argento vendute è di oltre cinque milioni di pezzi, pari a circa 160 tonnellate di argento nel periodo che va dalla sua introduzione fino al 2012.
L'8 febbraio 2016 alle due precedenti versioni si aggiunge quella da un'oncia troy in platino del valore nominale di 100 euro e con una purezza del 99,95%  e dall'anno successivo quella con valore nominale da 4 euro e peso di 1/25 di oncia (circa 1,24 gr).
La moneta della Filarmonica di Vienna è attualmente l'unica moneta da investimento con un valore nominale in euro e, come tutte le monete commemorative da collezione dell'area euro, ha corso legale solo in Austria.

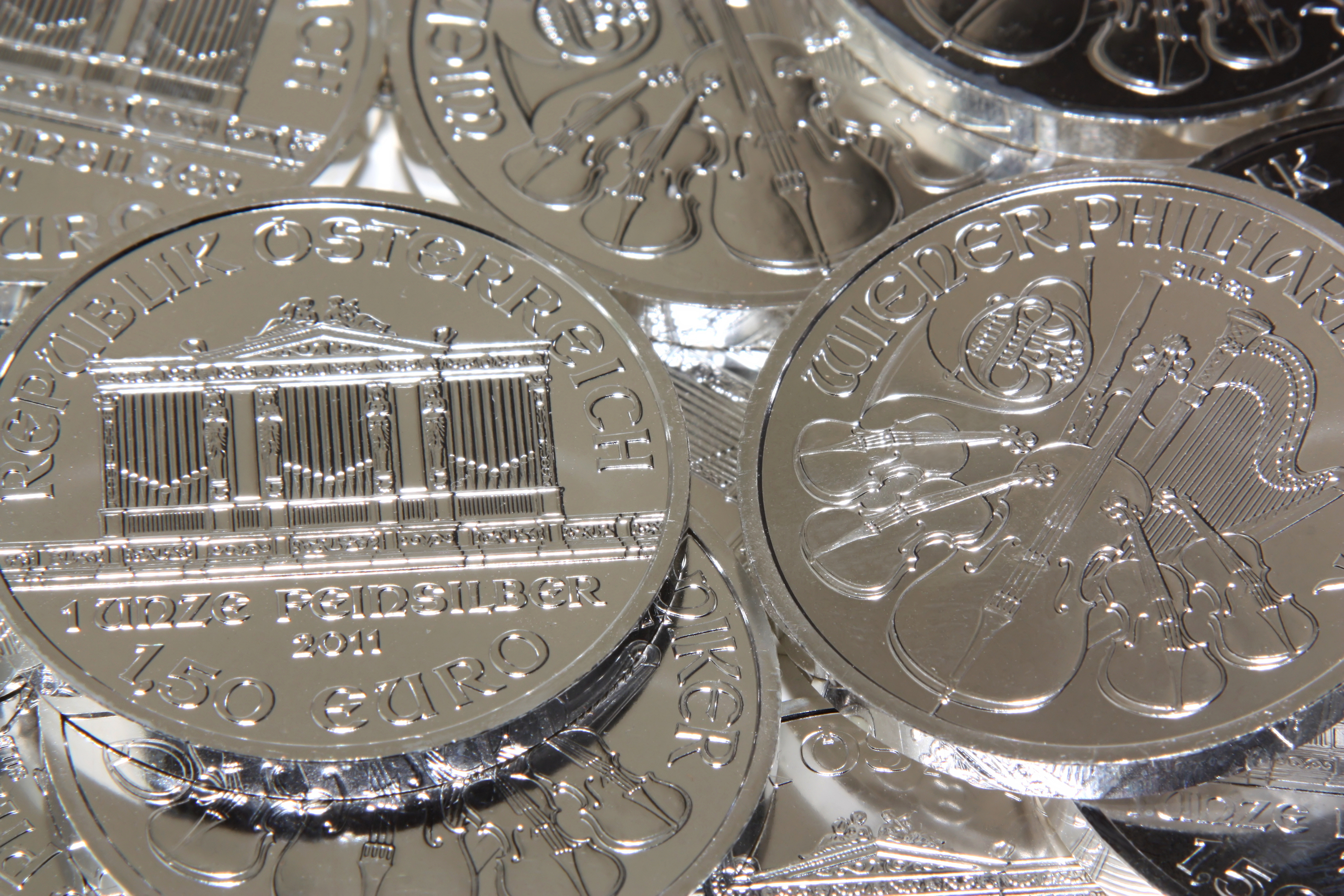
Monete in argento della Filarmonica di Vienna

### Specifiche delle monete in oro
| Formato  | Diametro | Spessore | Peso     | Valore facciale | Valore facciale | Produzione |
| -------- | -------- | -------- | -------- | --------------- | --------------- | ---------- |
| 1/25 ozt | 13,0 mm  |          | 1,2441 g | 4 €             |                 | dal 2014   |
| 1/10 ozt | 16,0 mm  | 1,2 mm   | 3,121 g  | 10 €            | 200 ATS         | dal 1991   |
| 1/4 ozt  | 22,0 mm  | 1,2 mm   | 7,776 g  | 25 €            | 500 ATS         | dal 1989   |
| 1/2 ozt  | 28,0 mm  | 1,6 mm   | 15,552 g | 50 €            | 1.000 ATS       | dal 1994   |
| 1 ozt    | 37,0 mm  | 2,0 mm   | 31,103 g | 100 €           | 2.000 ATS       | dal 1989   |

### Specifiche delle monete in argento
| Formato | Diametro | Spessore | Peso     | Valore facciale | Produzione |
| ------- | -------- | -------- | -------- | --------------- | ---------- |
| 1 ozt   | 37,0 mm  | 3,2 mm   | 31,103 g | 1,50 €          | dal 2008   |

### Specifiche delle monete in platino
| Formato  | Diametro | Spessore | Peso     | Valore facciale | Produzione |
| -------- | -------- | -------- | -------- | --------------- | ---------- |
| 1/25 ozt | 13,0 mm  |          | 1,2441 g | 4 €             | dal 2017   |
| 1 ozt    | 37,0 mm  | 2,0 mm   | 31,103 g | 100 €           | dal 2016   |

## La grande moneta per il 15º anniversario

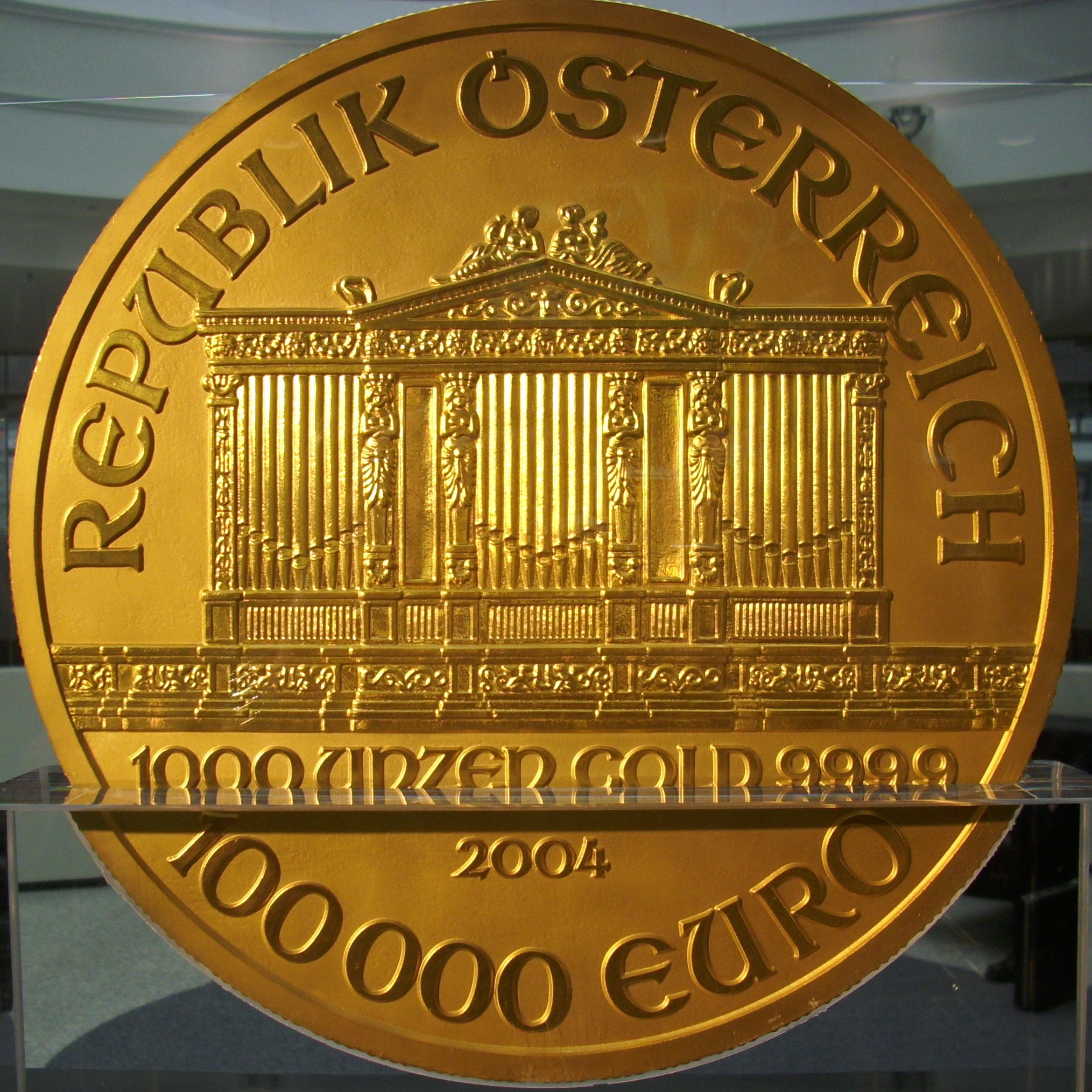
Big Phil - La grande moneta per il 15º anniversario

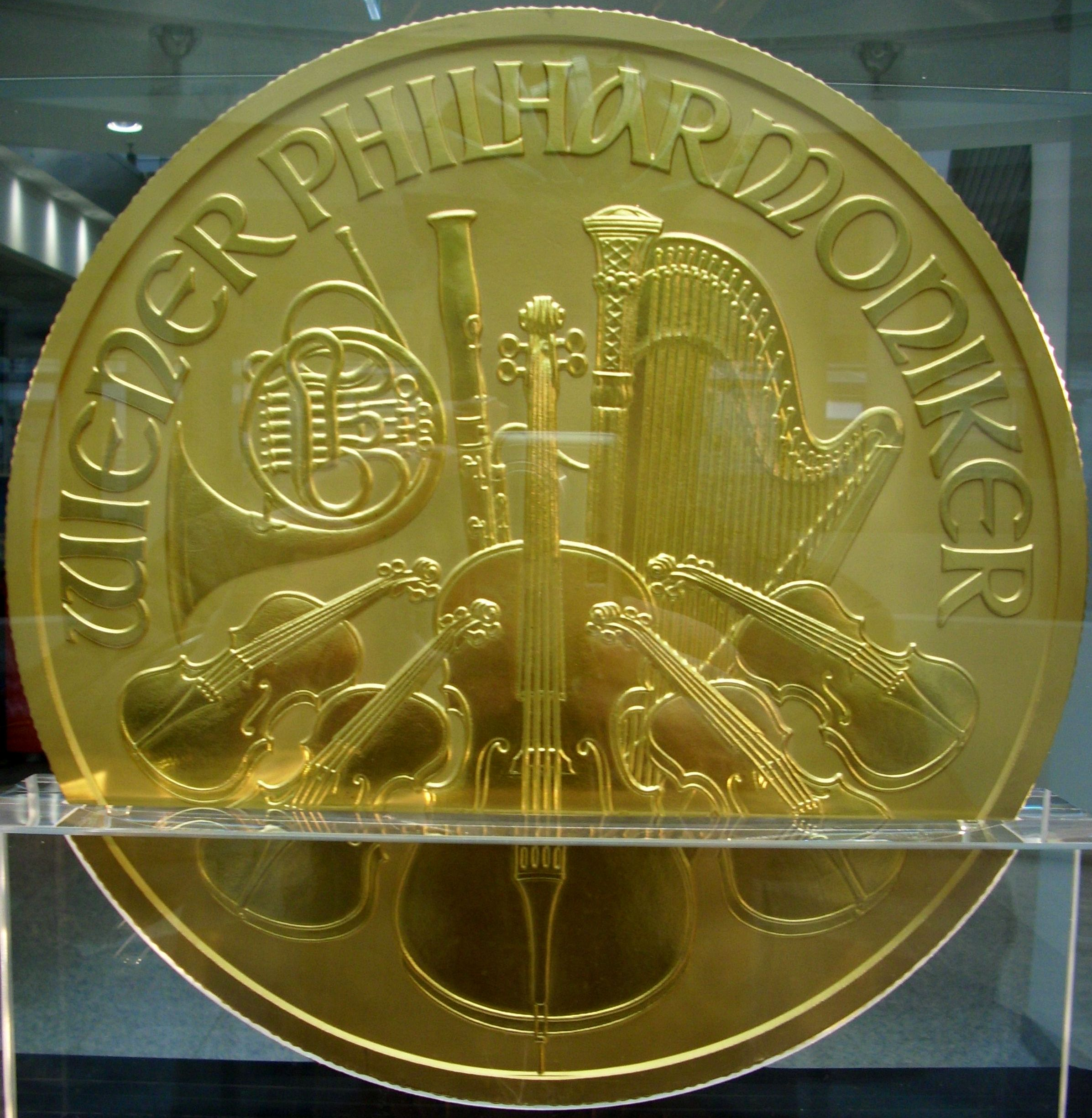
Big Phil - La grande moneta per il 15º anniversario

Nel 2004, in occasione del 15º anniversario della moneta della Filarmonica di Vienna, la zecca austriaca ha creato una versione da mille once pari a 31,103 kg di oro puro con valore nominale di 100.000 euro. Le dimensioni sono state aumentate di dieci volte rispetto alla moneta da un'oncia ottenendo così un diametro di 37 cm, con uno spessore di 2 cm. In linea con il tema del quindicesimo anniversario la moneta è stata emessa in soli quindici esemplari. La moneta è stata presentata davanti alla ruota panoramica Wiener Riesenrad a Vienna. Questa moneta è stata la più grande moneta con la più alta denominazione fino a quando fu eclissata, nel 2007, dalla versione da 100 kg della Canadian Maple Leaf d'oro emessa della Royal Canadian Mint con un valore nominale di 1.000.000 di dollari canadesi.

## La moneta del 20º anniversario
Per il 20º anniversario della moneta della Filarmonica di Vienna, la zecca austriaca ha creato una nuova moneta d'oro con un valore nominale di 2.000 euro e un peso di 20 once troy pari a 622 grammi, con un diametro di 74 mm e uno spessore di 8,3 mm. Al momento del rilascio nel mese di ottobre 2009, il prezzo di vendita è stato di circa € 14.000, ma a causa del conio limitato, la moneta è stata venduta a un prezzo di circa il 10% in più rispetto al valore dell'oro. La tiratura complessiva di queste monete è stata di 6.027 (fornendo 2.009 monete per ciascuno dei mercati giapponese europeo e americano), e sono stati venduti in casse di legno rivestite di velluto con i certificati della zecca.

## La moneta del 25º anniversario
Per il 25º anniversario della serie, nel 2014 la zecca austriaca è andata nella direzione opposta rispetto alle emissioni dei due precedenti anniversari, creando la versione da un venticinquesimo di oncia (pari a 1,24 g) della moneta, sempre con lo stesso design, ma con un valore facciale di € 4,00. La produzione di questa moneta è proseguita anche negli anni successivi sia in oro che in platino.

## Tirature

### Monete in oro (Scellini)
| Anno | 1/10 ozt | 1/4 ozt | 1/2 ozt | 1 ozt   |
| ---- | -------- | ------- | ------- | ------- |
| 1989 | –        | 272.000 | –       | 351.000 |
| 1990 | –        | 162.000 | –       | 484.500 |
| 1991 | 82.500   | 146.000 | –       | 233.500 |
| 1992 | 99.000   | 176.000 | –       | 537.000 |
| 1993 | 99.500   | 126.000 | –       | 234.000 |
| 1994 | 112.000  | 121.200 | 94.700  | 218.600 |
| 1995 | 151.100  | 156.000 | 57.400  | 645.500 |
| 1996 | 128.300  | 139.200 | 88.000  | 377.600 |
| 1997 | 115.300  | 100.700 | 68.200  | 408.300 |
| 1998 | 102.800  | 90.800  | 47.300  | 330.300 |
| 1999 | 145.000  | 81.600  | 44.200  | 230.700 |
| 2000 | 32.600   | 25.900  | 20.500  | 245.700 |
| 2001 | 26.400   | 25.800  | 26.800  | 54.700  |

### Monete in oro (Euro)
| Anno | 1/25 ozt | 1/10 ozt | 1/4 ozt | 1/2 ozt | 1 ozt   |
| ---- | -------- | -------- | ------- | ------- | ------- |
| 2002 | –        | 75.789   | 40.807  | 40.922  | 164.105 |
| 2003 | –        | 59.654   | 34.019  | 26.848  | 179.881 |
| 2004 | –        | 67.994   | 32.449  | 24.269  | 176.319 |
| 2005 | –        | 62.071   | 32.817  | 21.049  | 158.564 |
| 2006 | –        | 39.892   | 29.609  | 20.085  | 82.174  |
| 2007 | –        | 76.325   | 34.631  | 25.091  | 108.675 |
| 2008 | –        | 176.700  | 97.100  | 73.800  | 715.800 |
| 2009 | –        | 437.700  | 170.000 | 92.300  | 835.700 |
| 2010 | –        | 226.700  | 85.000  | 56.600  | 501.800 |
| 2011 | –        | 268.200  | 102.000 | 77.500  | 586.700 |
| 2012 | –        | 176.300  | 64.300  | 49.500  | 341.400 |
| 2013 | –        | 193.100  | 77.200  | 69.600  | 579.200 |
| 2014 | 78.551   | 147.461  | 68.440  | 57.186  | 418.919 |
| 2015 | 88.157   | 263.439  | 112.228 | 101.500 | 647.100 |
| 2016 | 67.915   | 181.536  | 91.809  | 78.460  | 451.007 |
| 2017 | 40.186   | 131.815  | 65.086  | 52.281  | 355.436 |
| 2018 | 44.637   | 116.932  | 46.080  | 44.750  | 318.334 |
| 2019 | 44.023   | 100.697  | 56.199  | 40.890  | 164.312 |
| 2020 | 119.230  | 329.377  | 155.908 | 112.430 | 706.626 |

### Monete in argento (Euro)
| Year | 1 ozt      |
| ---- | ---------- |
| 2008 | 7.773.000  |
| 2009 | 9.014.800  |
| 2010 | 11.358.200 |
| 2011 | 17.873.700 |
| 2012 | 8.769.200  |
| 2013 | 14.536.400 |
| 2014 | 4.643.508  |
| 2015 | 7.298.593  |
| 2016 | 3.448.390  |
| 2017 | 2.064.804  |
| 2018 | 2.101.592  |
| 2019 | 2.904.983  |
| 2020 | 7.193.117  |

### Monete in platino (Euro)
| Year | 1/25 otz | 1 ozt  |
| ---- | -------- | ------ |
| 2016 | –        | 35.257 |
| 2017 | 4.100    | 15.354 |
| 2018 | 2.814    | 13.753 |
| 2019 | 2.034    | 17.798 |
| 2020 | 4.913    | 40.891 |